# Neodanuria bolauana
Neodanuria bolauana är en bönsyrseart som beskrevs av Henri Saussure 1869. Neodanuria bolauana ingår i släktet Neodanuria och familjen Mantidae. Inga underarter finns listade i Catalogue of Life.